# Present
Present je studiové album anglické art rockové skupiny Van der Graaf Generator, vydané v roce 2005.

## Seznam skladeb

### Disk 1
1. "Every Bloody Emperor" (Hammill) – 7:03
2. "Boleas Panic" (Jackson) – 6:50
3. "Nutter Alert" (Hammill) – 6:11
4. "Abandon Ship!" (Evans, Hammill) – 5:07
5. "In Babelsberg" (Hammill) – 5:30
6. "On The Beach" (Jackson, Hammill) – 6:48

### Disk 2
Všechny skladby napsali Banton, Evans, Jackson a Hammill.
1. "Vulcan Meld" – 7:19
2. "Double Bass" – 6:34
3. "Slo Moves" – 6:24
4. "Architectural Hair" – 8:55
5. "Spanner" – 5:03
6. "Crux" – 5:50
7. "Manuelle" – 7:51
8. "'Eavy Mate" 3:51
9. "Homage To Teo" – 4:45
10. "The Price Of Admission" – 8:49

## Obsazení
- Peter Hammill – zpěv, kytara, klávesy
- David Jackson – saxofon, flétna
- Hugh Banton – varhany
- Guy Evans – bicí, perkuse